# FN F2000
FN F2000 je modularno zasnovana jurišna puška tipa bullpup, izdelek belgijskega proizvajalca orožja FN Herstal. Od leta 2006 je glavno pehotno orožje vojaka Slovenske vojske.

## Zgodovina
FN Herstal je F2000 prvič predstavil leta 2001, kot sistem, ki vključuje jurišno puško z možnostjo nadgradenj v obliki raznovrstnih modulov, vse v skupnem ohišju. Do danes puška še ni prešla v množično uporabo, saj so v zadnjih letih nekatere države komaj končale z njenim preizkušanjem. Tako tudi ni veliko podatkov o zanesljivosti delovanja in prednostih ali slabostih same zasnove.

## Zasnova
Puška, ki je v pretežni meri zgrajena iz polimerov oziroma plastičnih mas (razen cevi, zaklepa in okvirja) , uporablja standardni NATO naboj 5,56x45, strelni mehanizem pa temelji na znanem plinsko vrtljivem zaklepu, ki uporablja plinski pritisk izstrelka za vstavitev novega naboja iz nabojnika tipa STANAG (kot pri M16) v cev. Posebnost puške F2000 je prednji stranski izmet tulcev, ki deluje prek sistema vzporedne izmetne cevi. Ta sistem, kakor tudi možnost obojestranske uporabe gumba za nabojnik, varovala in izbirnika načina streljanja, omogoča celovito in varno uporabo orožja tudi levičarjem, kar je redkost. Polimerno ohišje puške je kompaktno in ergonomsko zasnovano. Na vrhu orožja je NATO vodilo za pritrditev namerilnih modulov ali standardnih naprav, pod sprednjim delom cevi pa mesto za pritrditev raznovrstnih modulov, npr. modula s kopiščkom, bombometnega modula ali svetilnih modulov. Vsi moduli, prirejeni za F2000, se lahko pritrdijo in odstranijo brez uporabe orodja.
Pri zasnovi puške največ dvomov povzroča popolnoma nov sistem prednjega stranskega izmeta tulcev. Izmet je tudi intervalen, kar pomeni, da se tulci ne izmetavajo v neprekinjenem ciklu takoj po strelu, ampak v skupinah po nekaj tulcev z vmesnimi premori, med katerimi se tulci naberejo v vzporedni cevi in medsebojno potiskajo proti izmetni luknji. Sistem je sicer inovativen in eleganto rešuje pogoste težave levorokih strelcev pri uporabi drugih pušk, kakor tudi na splošno izboljšuje varnost in udobje strelcev. A zaradi kompleksnosti delovanja v primerjavi z običajnim stranskim izmetom, se porajajo vprašanja o zanesljivosti delovanja sistema v vseh pogojih delovanja, ki pa zaradi pomanjkanja praktične uporabe še niso dobila končnega odgovora.

### Različice
- F2000 — modularni sistem oborožitve; v osnovi s kopiščkom in osnovno namerilno napravo na vrhu (povečava 1,6x). Dodatno se lahko opremi z raznovrstnimi moduli:
  - bombomet, 40 mm,
  - izstreljevalec neubojnih izstrelkov M303,
  - šibrenica kalibra 12,
  - svetilna telesa , laserski namerilniki,
  - računalniški namerilni sistem za bombomet in izstreljevalec,
  - optične namerilne naprave in naprave za nočno gledanje,
  - pritrditev katerihkoli standardnih namerilnih naprav prek NATO tračnice.
- F2000 Tactical — večinoma enaka osnovnemu modelu, le da je v osnovi brez namerilne naprave, ima pa dodatna NATO vodila z držalom nameščene na modul s kopiščkom.
- F2000 S — različica, ki jo uporablja Slovenska vojska. Za razliko od osnovnega modela F2000 ima nekoliko privzdignjeno Picatinny letev, zato se ta lahko uporablja tudi kot držalo.
- FS2000 — polavtomatska civilna izvedba (za civilne varnostne službe, samoobrambo in športno streljanje) puške F2000, z okoli 5 cm daljšo cevjo in NATO tračnico brez osnovne namerilne naprave ter manjšim nabojnikom. Struktura nekaterih sestavnih delov je večinoma plastična. Prodaja je stekla v ZDA v juniju 2006.

## Uporabniki
Puška F2000 je relativno nov sistem oborožitve in je še nepreizkušen v dejanski množični vojaški uporabi. Od predstavitve je bilo mnogo razpisov in preizkušanj v različnih državah, na katerih je sodelovala, a šele v zadnjem času so o uvedbi puške v svojo oborožitev začele razmišljati mnoge vojaške sile. Preverjenih informacij o dejanski uvedbi je malo.
- Belgija: F2000 naj bi trenutno bila v uporabi belgijskih posebnih vojaških enot; po nekaterih informacijah naj bi šlo šele za preizkušanje.
- Peru: Perujske posebne vojaške enote uporabljajo puško F2000 že nekaj časa.
- Saudova Arabija: V letu 2005 naj bi podpisala pogodbo o nakupu 50.000 kosov pušk F2000 (podatko o dejanski dobavi ni).
- Slovenija: Junija 2006, je Ministrstvo za obrambo Republike Slovenije podpisalo pogodbo z FN Herstalom o nakupu 6.500 kosov pušk F2000 kot nadomestek za puške Zastava M70. S tem je v letu 2007 F2000 postala osnovna pehotna oborožitev Slovenske vojske. Konec julija 2007 [2][3] je bila puška uradno predstavljena predstavnikom medijev.

### Uporaba v Slovenski vojski
Po podpisu pogodbe o nakupu v letu 2006, je bila puška uradno predstavljena medijem in javnosti 25. julija 2007 
 kot F2000 S - gre za taktični model z nekoliko dvignjenim zgornjim NATO vodilom, ki služi tudi kot ročaj za prenašanje, prisotne pa naj bi bile tudi nekatere druge izboljšave. Po prvih poročanjih naj bi bila puška sodobna, modularna, uravnotežena, natančna, lahka za rokovanje in prenašanje. Nekateri viri navajajo, da je puška preveč zapletena za hitro sestavljanje, potrebna pa je tudi velika previdnost pri napenjanju vzmeti, saj lahko plastični deli počijo ob uporabi prevelike sile. Tovarniški model je bilo sprva možno tudi napačno sestaviti kar puško onesposobi, za popravilo pa je bil potreben večji poseg a so to z izboljšavami v uvoznem podjetju odpravili. Poleg tega naj bi se pojavljale tudi težave s pokanjem plastičnih delov pri nizkih temperaturah. Občasno naj bi prihajalo do občasnih napak in zatikanj nabojev, vendar naj bi šlo le za običajne težave ob uvajanju novega orožja. Cena enega kosa s pripadajočo opremo je bila okoli 1700€.